# Cyphotilapia frontosa
Espèce
Statut de conservation UICN

 LC  : Préoccupation mineure
Le Frontosa ou Changongo (Cyphotilapia frontosa) est une espèce de poisson de la famille des Cichlidés endémique du lac Tanganyika.
Chez les sujets adultes, les deux sexes sont susceptibles d'arborer une bosse adipeuse sur le front, d'où le nom vernaculaire de bossu du Tanganyika ou de poisson bélier,.
La femelle pratique l'incubation buccale.

## Maintenance en captivité[3]
| Origine         | Lac Tanganyika                      | Eau           | eau douce                 |
| Dureté de l'eau | °GH                                 | pH            | supérieur à 8             |
| Température     | 25 à 27 °C                          | Volume mini.  | 500 litres pour un couple |
| Alimentation    | crustacés divers, crevettes, moules | Taille adulte | 20 à 35 cm                |
| Reproduction    | incubateur buccal                   | Zone occupée  | milieu                    |
| Sociabilité     | calme mais à surveiller             | Difficulté    | assez facile              |